# Gran Premi Stad Sint-Niklaas
El Gran Premi Stad Sint-Niklaas (lit. Gran Premi ciutat de Sint-Niklaas) és una competició ciclista belga que es disputa al voltant de Sint-Niklaas (Flandes Oriental). La primera edició es va disputar el 1932, i des del 2016 forma part de l'UCI Europa Tour.

## Palmarès
| - 1932 Frans Bonduel i Romain Ghijssels - 1933 Romain Ghijssels - 1934 Fred Hamerlinck - 1935 Gérard Loncke - 1936 Antoon Cavé - 1937 Michel D'Hooghe - 1938 Roger Gijselinck - 1939 Alfons De Loor - 1940 Frans Cools - 1941 Emile Faignaert - 1942 Georges Claes - 1943 Georges Claes - 1944 Eugeen Jacobs - 1945 Karel De Baere - 1946 Theo Middelkamp - 1947 Gerrit Schulte - 1948 Achiel Buysse - 1949 Frans Van de Zande - 1950 Isidoor De Rijck - 1951 Karel De Baere - 1952 Jaak Brutijn - 1953 Jos De Feyter - 1954 Jan De Valck - 1955 Ludo Van Der Elst - 1956 Marcel Rijckaert - 1957 Léopold Schaecken - 1958 Karel De Baere - 1959 Jan Van Gompel - 1960 R. Buys | - 1961 Rik Van Steenbergen - 1962 Gilbert Maes - 1963 Gilbert Maes - 1964 Léo Van Dongen - 1965 Bart Zoet - 1966 Henri Pauwels - 1967 Theo Verschueren - 1968 Valère Van Sweefelt - 1969 Theo Verschueren - 1970 Peter Head - 1971 Roger Rosiers - 1972 Richard Bukacki - 1973 Julien Stevens - 1974 Ronny Van de Vijver - 1975 Benny Schepmans - 1976 Frans Van Looy - 1977 Willem Peeters - 1978 Cees Priem - 1979 Jacques Osmond - 1980 Johny De Nul - 1981 Joseph Gijsemans - 1982 Johny De Nul - 1983 Jan Bogaert - 1984 Jan Bogaert - 1985 François Van Vlierberghe - 1986 John Bogers - 1987 Jan Bogaert - 1988 Jan Bogaert - 1989 Dirk Heirwegh | - 1990 Jan Bogaert - 1991 Michel Cornelisse - 1992 Johan Devos - 1993 Patrick De Waele - 1994 Raymond Meys - 1995 Jan Koerts - 1996 Geert Van Bondt - 1997 Peter Spaenhoven - 1998 Wim Omloop - 1999 Nico Eeckhoudt - 2000 Danny Daelman - 2001 Jurgen Vermeersch - 2002 No disputat - 2003 Youri Deliens - 2004 Tom Steels - 2005 No disputat - 2006 Serge Baguet - 2007 No disputat - 2008 Greg Van Avermaet - 2009 No disputat - 2010 Wouter Weylandt - 2011 No disputat - 2012 Egidius Judovalkis - 2013 Leigh Howard - 2014 No disputat - 2015 Dries De Bondt - 2016 Justin Jules - 2017 Gerben Thijssen |